# Madison Parks
Madison Bianca Parks (ur. 14 listopada 1993) – kanadyjska zapaśniczka walcząca w stylu wolnym. Zajęła siódme miejsce na mistrzostwach świata w 2021 roku. 
Wicemistrzyni igrzysk wspólnoty narodów w 2022. Srebrna medalistka mistrzostw panamerykańskich w 2022 i 2025; piąta w 2021. Mistrzyni panamerykańska kadetów w 2010 roku.